# Lyctus suturalis
Lyctus suturalis es una especie de escarabajo de la pólvora del género Lyctus, categorizada en la tribu Lyctini, de la familia Bostrichidae. Fue descrita por Faldermann en 1837.

## Distribución
Se distribuye por Europa: Bielorrusia, Rusia, Ucrania y Asia: Armenia, Azerbaiyán, Georgia, India, Kazajistán, Tayikistán, Turkmenistán y Uzbekistán.